# Falla Cochabamba
La Falla Cochabamba, o Zona de Cizalla de Cochabamba, es una zona de falla de rumbo este-sureste de movimiento sinistral cerca de la ciudad de Cochabamba en los Andes bolivianos. Los movimientos a lo largo de la zona de falla de Cochabamba están relacionados con la curvatura de los Andes ya que esta cordillera que pasa de ir en dirección noroeste a norte-sur en estas latitudes. La compresión de la corteza en el Codo de Arica provoca que parte de la faja de corrida y pleguada los Andes bolivianos adquiera un movimiento lateral para escapar de la compresión que se produce a lo largo del eje del codo.